# Aeroportul Fontages
Aeroportul Fontages (IATA: YFG) este un aeroport din Provincia Québec, Canada. Aeroportul a fost tranzitat în 2019 de 0 pasageri.
Situat la o altitudine de 472 m, aeroportul dispune de o singură pistă. Este operat de Hydro-Quebec⁠(d).